# Namyats
Namyats to brydżowa konwencja licytacyjna opracowana przez amerykańskiego eksperta Samuela Staymana – dużo brydżowych konwencji nosi nazwisko ich wynalazców, w przypadku Namyats jest to nazwisko Staymana od tyłu.
Konwencja ta powstała aby ułatwić odróżnienie siły otwarć blokujących w kolorze starszym na poziomie czterech, polega ona na tym, iż otwarcia 4♣ i 4♦ pokazują około 8½-10 lew opartych na długim i solidnym kolorze kierowym lub pikowym, a otwarcia 4♥ i 4♠ pokazują mniej lew, bardziej przestrzelony kolor i są bardziej blokujące niż konstruktywne.